# София Баварска (1376 – 1425)
Вижте пояснителната страница за други личности с името София Баварска.
София Баварска (на чешки: Žofie Bavorská, на немски: Sophie von Bayern; * 1376, † 26 септември 1425, Пресбург) от династията Вителсбахи, е баварска принцеса и втората съпруга на краля на Бохемия Вацлав IV от 1389 до 1419 г. Тя е регентка на Бохемия след смъртта на Вацлав IV.

## Произход и ранни години
София е единствената дъщеря на Йохан II († 1397), херцог на Бавария-Мюнхен, и Катарина от Горица († 1391). Тя расте в замък Траусниц при чичо си Фридрих, херцога на Бавария-Ландсхут. През 1389 г. той я взема със себе си в Прага.

## Кралица на Бохемия

### Брак с Вацлав IV и коронация
На 2 май 1389 г. София се омъжва на 12 години в Прага за с петнадесет години по-големия крал на Бохемия вдовецът Вацлав IV (* 1361, † 16 август 1419). Той е най-възрастният син на император Карл IV от династията Люксембурги. Бракът е бездетен.
София е коронована след единадесет години на 15 март 1400 г. за кралица на Бохемия. Нейният съпруг не участва в нейната коронизация.

### Изповедта на Ян Непомуцки
Съществува легенда, описана от хронисти през 1433 година, че Йоан Непомуцки отказва да разкрие на краля тайната на изповедта на кралицата, на която е изповедник. Затова заплаща с живота си и е хвърлен във Вълтава.

### Вдовица
След смъртта на Вацлав IV през 1419 г. неговият полубрат Сигизмунд Люксембургски прави София регентка на Кралство Бохемия. По времето на Хуситските войни тя се отказва от тази служба и Сигизмунд Люксембургски е коронован за крал. Тя се оттегля в Братислава, където умира на 26 септември 1425 г. София е погребана в катедралата Мартинсдом в Братислава.